# Rio Ciorteşti
O Rio Ciorteşti é um rio da Romênia, afluente do Vasluieţ, localizado no distrito de Iaşi.